# ماركو برانكا
ماركو برانكا (بالإيطالية: Marco Branca) هو لاعب كرة قدم إيطالي، ولد في 6 يناير 1965 في غروسيتو في إيطاليا. شارك مع منتخب إيطاليا لكرة القدم. أما مع النوادي، فقد لعب مع إنتر ميلان وفيورنتينا ونادي أودينيزي ونادي بارما ونادي روما ونادي سامبدوريا ونادي كالياري ونادي لوزيرن ونادي مونزا ونادي ميدلزبره.

## وصلات خارجية
- ماركو برانكا على موقع الاتحاد الدولي (مؤرشف)  (الإنجليزية)
- ماركو برانكا على موقع الاتحاد الأوربي (الإنجليزية)
- ماركو برانكا على موقع قاعدة بيانات كرة القدم.إي يو (الإنجليزية)
- ماركو برانكا على موقع عالم كرة القدم.نت (الإنجليزية)
- ماركو برانكا على موقع أوليمبيديا (الإنجليزية)